# Баслахуська сільська адміністрація
Баслаху́ська сільська́ адміністра́ція (абх. Баслахә ақыҭа ахадара) — сільська адміністрація в складі Очамчирського району Абхазії. Адміністративний центр адміністрації — село Баслаху.
Сільська адміністрація в часи СРСР існувала як Беслахубська сільська рада. 1994 року, після адміністративної реформи в Абхазії, сільська рада була перетворена на сільську адміністрацію та перейменована.
В адміністративному відношенні сільська адміністрація утворена з 4 сіл:
- Абжааптра
- Баслаху (Беслахуба)
- Додлан
- Нова Акуаскя (Нова Акваскіа)

| Грузія | Це незавершена стаття з географії Грузії. Ви можете допомогти проєкту, виправивши або дописавши її. |